# Republika Vermontu

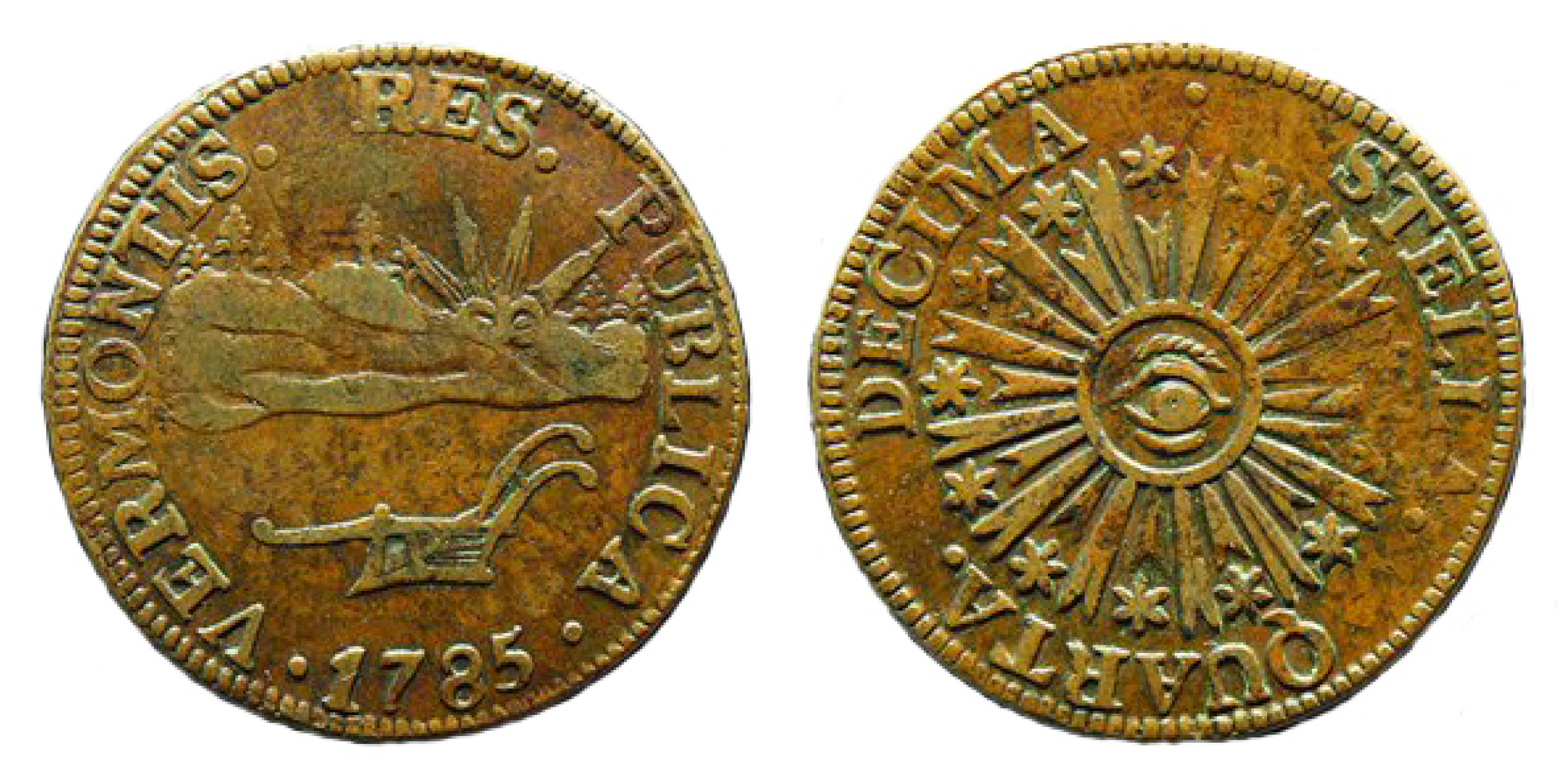
Miedziak vermoncki. Na awersie VERMONTIS. RES. PUBLICA., na rewersie motto "STELLA QUARTA DECIMA"

Republika Vermontu (ang. Vermont Republic, fr. République du Vermont) – państwo w Ameryce Północnej, istniejące w latach 1777–1791.

## Historia
Vermont uzyskał niepodległość podczas rewolucji amerykańskiej, kiedy armia Ethana Allena (tzw. Green Mountain Boys – ich flagę wykorzystano jako późniejszą flagę Republiki) wyparła Brytyjczyków z rejonu Vermont i 15 stycznia 1777 ogłosiła powstanie Republiki Nowego Connecticut. 8 czerwca 1777 nazwę kraju zmieniono na Republika Vermontu. W tym samym roku uchwalono konstytucję. Konstytucja zakazywała niewolnictwa i dawała prawo wyborcze wszystkim dorosłym mężczyznom.
Państwo przestało istnieć 4 marca 1791, przystępując do Unii jako czternasty stan.

## Prezydenci Republiki Vermontu
- Thomas Chittenden(inne języki) 1778–1789
- Moses Robinson 1789–1790
- Thomas Chittenden(inne języki) 1790–1791